# Every-body
「every-body」（エヴリィ・バディ）は、日本の女性歌手、谷村奈南の6枚目のシングルである。DVD付き、通常盤の2形態で、2009年7月8日にSONIC GROOVEから発売。

## 解説
- 前作から引き続き、自身出演のスズキ シボレー・MW「新・立体駐車場」篇のCMソング。
- 表題曲「every-body」はMONKEY MAJIKが作詞・作曲を手掛けている。歌番組「僕らの音楽」での共演がきっかけであり、また、谷村が他アーティストから楽曲提供を受けるのはこれが初めてである。
- カップリング曲「GIRLS WANNA BE」は、自身が2009年10月18日に出演した一大イベント"コカ・コーラ ハッピー ミュージック〜豪華メジャーアーティスト総勢10組が、全国9都市で地元ライブを開催!!＜近畿代表（大阪会場）＞〜"のキャンペーン・ソング。両A面楽曲を除き、カップリング曲にタイアップが付いたのはこれが初めてである。なおこの曲は、4thシングル「If I'm not the one/SEXY SENORITA」リリースの頃からイベント等で歌われ始めている。J-POPでは珍しく、歌詞中に「ゲイ」という言葉が使用されている。
- カップリング曲「Mind Ya Biz」のタイトルは"Mind Your Business = あなた自身のことに気を払いなさい"の略口語。ちなみにこの曲ではストーカーに付きまとわれている主人公が描かれている。
- 発売日前日（店頭発売日）の7月7日は、自身のブログ"7BLOG"を77回更新すると予告。一部7月8日に日付けがまたいだものの、77回の更新を実行した。

## プロモーションビデオ
- ロケ地は主に千葉県銚子市の海岸。
- PVとCMが一部リンクしている。
- ジャケット・PV共に、今回は露出を封印。

## CD・DVD収録曲
| CD  | CD                            | CD                                                               | CD   |
| --- | ----------------------------- | ---------------------------------------------------------------- | ---- |
| 1   | every-body                    | 作詞：Blaise,Maynard,tax / 作曲：Blaise,Maynard                  | 4:16 |
| 2   | GIRLS WANNA BE                | 作詞：shungo. / 作曲：Philippe-Marc Anquetil,Christopher Lee-Joe | 3:15 |
| 3   | Mind Ya Biz                   | 作詞：shungo. / 作曲：Fredrik Odesjo,Karen Poole,Henrik Jonback  | 3:27 |
| 4   | every-body (Instrumental)     |                                                                  | 4:16 |
| 5   | GIRLS WANNA BE (Instrumental) |                                                                  | 3:08 |
| 6   | Mind Ya Biz (Instrumental)    |                                                                  | 3:23 |
| DVD |                               |                                                                  |      |
| 1   | every-body (Music Clip)       |                                                                  |      |
| 2   | every-body (Special Making)   |                                                                  |      |

## タイアップ
『every-body』

スズキ シボレー・MW CMソング（本人出演）

『GIRLS WANNA BE』

コカ・コーラ 夏のキャンペーン タイアップ曲